# Дарија Качић
Дарија Качић (1959–2018) била је српска сликарка и професорка Факултета ликовних уметности у Београду. Њено стваралаштво обухвата савремену уметничку праксу, а оставила је значајан траг и као педагошкиња. Дарија је преминула 2018. године. Њена смрт је оставила значајан губитак у уметничкој заједници. 

## Биографија
Дарија је рођена је 1959. године у Београду.  Дипломирала је сликарство 1983. године на Факултету ликовних уметности (ФЛУ) у Београду, у класи професора Раденка Мишевића.  Постдипломске студије завршиле су 1986. године код професорке Милице Стевановић.  Исте године примљена је за асистента на предметима сликања и цртања на ФЛУ.
Током своје каријере усавршавала се у међународним институцијама: почетком 1990-их на Рајкс академији у Амстердаму, а 1994. године боравила је у Бечу захваљујући шестомесечној стипендији КултурКонтакта
Као професорка на сликарском одсеку ФЛУ, образовала је бројне генерације уметника.  Међу њеним студентима је и уметница Ивана Ивковић, која је дипломирала 2005. године у њеној класи.

## Уметнички рад
Дарија је развила препознатљив уметнички израз који се огледа у савременим уметничким праксама. Једно од њених познатих дела је инсталација „Сопствена соба (Вирџинија Вулф)“ из 1995. године, посвећена Бранки Арсић.  Ово дело је део колекције Музеја савремене уметности у Београду. Учествовала је на бројним самосталним и групним изложбама у Београду и другим градовима бивше Југославије, као и у европским градовима попут Грацa, Москве, Будимпешта, Каркасона и Тулона.
Њена дела се налазе у јавним збиркама, укључујући Музеј савремене уметности у Београду, „Neue Galerie” у Грацу и Галерију савремене уметности у Суботици. Такође је учествовала на уметничком симпозијуму „Терра“ у Кикинди.

## Изложбе
- „Скулптуре“[8], Галерија Дома омладине Београда, Београд, 19. март – 5. април 1986.
- Учествовала је на изложби „’80 и ’90  – The Rhythm Divine” у Официрском дому у Нишу, где су представљени радови уметника који су се појавили на уметничкој сцени Србије током осамдесетих и деведесетих година 20. века[9].